# گال (بیماری گیاهی)

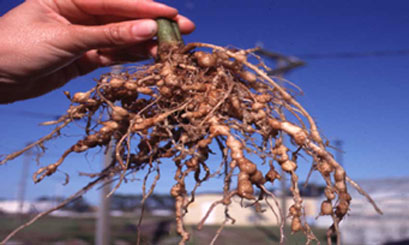
گال ایجاد شده در ریشه در اثر عفونت با کرم لوله‌ای ریشه‌گرهی

گال (به انگلیسی: Gall) یا مازو رشد غیرطبیعی بافت گیاه است که می‌تواند در اثر عامل انگل‌های مختلف از قارچ و باکتری تا حشرات تا هیره ایجاد شود. گال‌ها دارای ساختاری بسیار سازمان یافته هستند.گال ها سلول ها، بافت ها و اندام های توسعه یافته گیاهان هستند که عمدتا به واسطه هایپرتروفی و هایپرپالسی (تقسیم سلولی بیش از حد)، معمولاً تحت تاثیر ارگانیسم های انگلی افزایش یافته است.
آنها نشان دهنده واکنش رشد گیاه به حمله توسط یک ارگانیسم خارجی هستند و اغلب به نوعی به فعالیت های تغذیه ای مرتبط هستند. بنابراین گال محصول ارتباط بین گونه ای بین یک گیاه و ارگانیسم دیگر است که از برخی جهات غیر طبیعی است. نه تنها ارگانیسم های خارجی، بلکه تحریک مکانیکی، زخم ها و مواد شیمیایی خاص مانند عوامل جهش زا، وجود مازاد اسیدهای آمینه مختلف و اسید استیک اندول و سایر هورمون های رشد گیاه معمولاً باعث تشکیل گال می شوند.
گالهای ایجاد شده توسط انگل ها ی گیاهی فیتوسیدیا (phytoceicdia) نامیده می شوند. حیواناتی که باعث ایجاد گال می شوند سسیدوزوآ (cecidozoa) نامیده می شوند و گال های ایجاد شده توسط انگل های حیوانی به نام zoocecidia شناخته می شوند.

## انواع مختلف گال
برخی از مهم‌ترین انواع گال‌های گیاهی عبارتند از:
گال‌های حشراتی: این گال‌ها به وسیله تخم‌ریزی و فعالیت لاروهای حشرات روی گیاهان ایجاد می‌شوند. به عنوان مثال: گال‌های برگ بلوط، ایجاد شده توسط زنبورهای گال‌ساز (Cynipidae)  و گال‌های گلابی، که توسط مگس گال‌ساز (Cecidomyiidae) ایجاد می‌شوند.
گال‌های کنه‌ای: این گال‌ها به وسیله کنه‌های گال‌ساز ایجاد می‌شوند. مانند گال‌های گیاه افرا که توسط کنه‌های Eriophyidae ایجاد می‌شوند.
گال‌های قارچی: این گال‌ها به وسیله قارچ‌ها ایجاد می‌شوند. مانند گال‌های بلوط ایجاد شده توسط قارچ‌های جنس Taphrina.
گال‌های باکتریایی: این گال‌ها مانند گال‌های ریشه‌ای ایجاد شده توسط باکتری Agrobacterium tumefaciens به وسیله باکتری‌ها ایجاد می‌شوند.
گال‌های ویروسی: این گال‌ها به وسیله ویروس‌ها ایجاد می‌شوند.
این گال‌ها می‌توانند اشکال و اندازه‌های مختلفی داشته باشند و بسته به نوع گیاه و عامل ایجادکننده متفاوت باشند.
گال مازوج: در اثر فعالیت غیر جنسی زنبور stenlichti Andricus از خانواده Cynipidae میباشد.
گال قلقاف: در اثر فعالیت غیر جنسی زنبور Andricus querustozae از خانواده ی Cynipidae ، بر روی جوانه های جانبی یا انتهایی درخت بلوط دار مازو تشکیل میشوند.

## باکتری عامل گال
اگروباکتریوم تومه‌فاسینس (نام علمی: Agrobacterium tumefaciens) یکی از باکتری‌های مولد گال در گیاه است. این باکتری گرم منفی بوده و با استفاده از پلازمید بیمارگر خود باعث ایجاد گال یا سرطان در گیاهان می‌شود. این پلازمید حاوی ژن بیمار گری به نام t.DNAاست که تولید هورمون محرک رشد گیاهی را کد می‌کند باکتری بااستفاده از ناحیهٔ دیگری به نامvirulensدرهمان پلازمید ژن رابه داخل سلول گیاهی انتقال می‌دهد. سپس این ژن در ژنوم سلول گیاه جای گرفته و سلول گیاه به‌وسیلهٔ این ژن خارجی تولید هورمون محرک رشد نموده و سلول‌ها دچار تقسیم بیش از اندازه یارشد بیش از اندازه شده و گال ایجاد می‌شود.

## متابولیت های ثانویه موجود در گال ها
مواد ثانویه موجود در گال گیاهی شامل مجموعه ای از ترکیبات شیمیایی هستند که به طور معمول توسط خود گیاه یا به عنوان پاسخ به تحریکات آفت ها تولید میشوند. این ترکیبات شامل عناصر زیر می باشند:
سیتوکینین ها: این هورمون ها توسط آفتها تولید می شوند و به تحریک رشد بافت های گالی کمک میکنند.
فنل ها: این ترکیبات شیمیایی مانند فالونوئیدها، تانن ها و فنول ها که عمدتاً توسط گیاه تولید می شوند و به عنوان دفاع در برابر حمالت آفت ها عمل میکنند. این ترکیبات می توانند خواص ضد میکروبی ، آنتی اکسیدانی و یا سمی داشته باشند.

## موارد استفاده از گال ها

### استفاده های پزشکی

#### درمان سنتی و گیاهدرمانی:
برخی از گال ها به دلیل ترکیبات شیمیایی خاصی که دارند، در طب سنتی استفاده میشوند . برا ی مثال، گال های بلوط به عنوان قابض و ضدعفونی کننده استفاده می شوند و در درمان زخم ها و التهابات مفید هستند.

#### منبع تانن:
گال ها غنی از تانن ها هستند که خواص ضد باکتریایی، ضد التهابی و ضد ویروسی دارند. تانن ها در تولید داروها ی مختلف استفاده میشوند.

### استفاده های صنعتی

#### صنعت چرم:
تانن های استخراج شده از گال ها در صنعت چرمساز ی استفاده میشوند. این تانن ها به عنوان عامل دباغی در فرآیند تبدیل پوست حیوانات به چرم با کیفیت استفاده می شوند.

#### صنعت رنگ و جوهر:
تانن های گال در تولید رنگ ها و جوهرها استفاده می شوند. به عنوان مثال، جوهرهای گالی که در گذشته برای نوشتن استفاده میشدند، از تانن های گال ساخته میشدند.

#### صنایع غذایی:
تانن ها به عنوان نگهدارنده های طبیعی در صنایع غذایی استفاده می شوند. این ترکیبات میتوانند از رشد باکتری ها و قارچ ها در مواد غذایی جلوگیری کنند.

#### تصفیه آب:
تانن های گال ها در تصفیه آب نیز کاربرد دارند. این ترکیبات می توانند به عنوان عوامل کواگوالنت عمل کنند و ذرات معلق در آب را به هم بچسبانند تا راحت تر حذف شوند.

### مثال ها

##### گال بلوط:
گال های بلوط به دلیل محتوای بالای تانن، در تولید داروهای گیاهی و همچنین در صنعت چرم سازی کاربرد دارند.

##### گال های جالاپا (Mexican galls):
این گال ها به دلیل دارا بودن تانن های خاص، در تولید جوهرهای با کیفیت بالا استفاده می شوند.
گال‌ها از نظر حاوی بودن رزین و اسید تانیک غنی هستند و برای ساختن جوهرهای دائمی در رنگرزی و دباغی مورد استفاده قرار می‌گیرند.

## نگارخانه

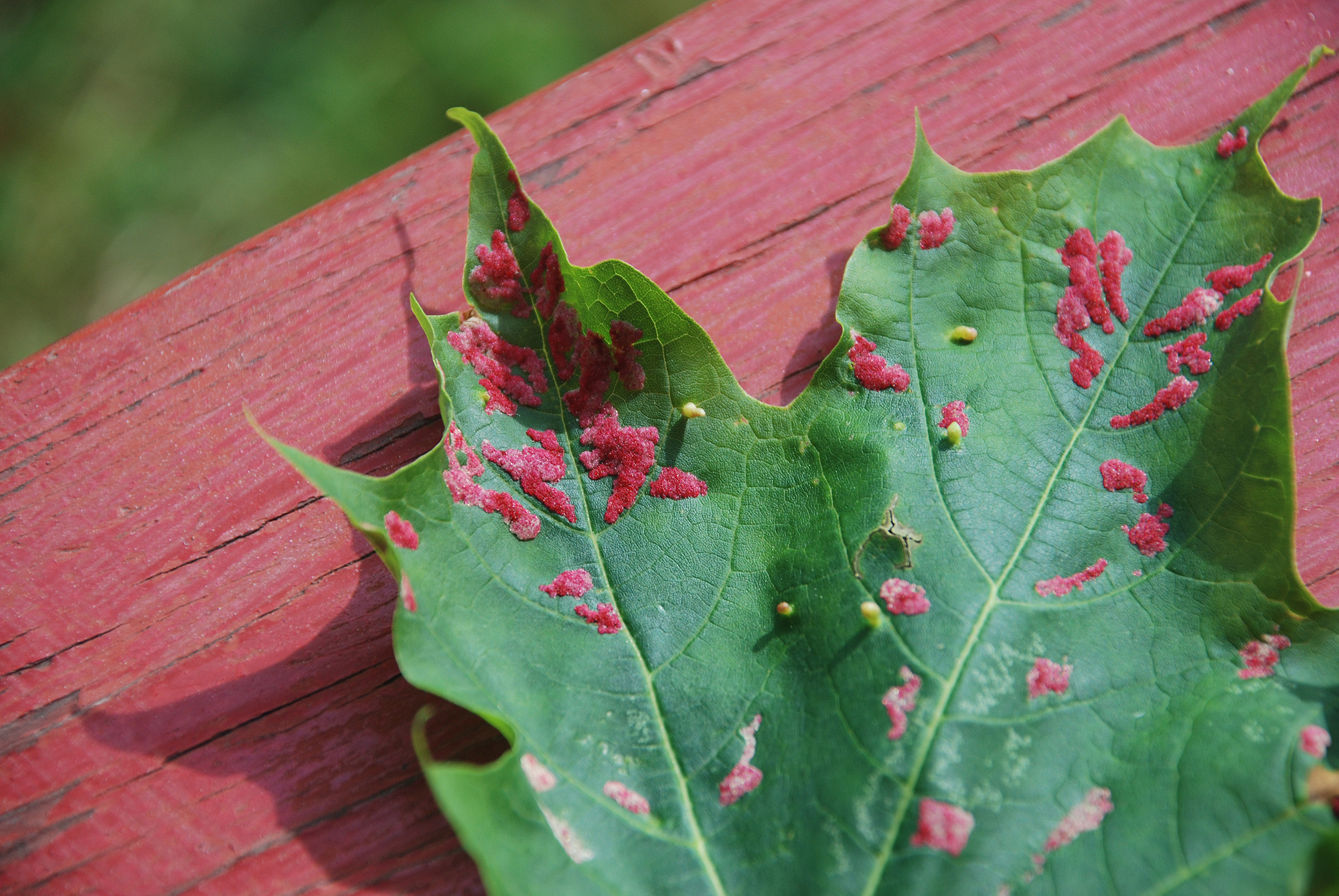
گال بر روی برگ افرا
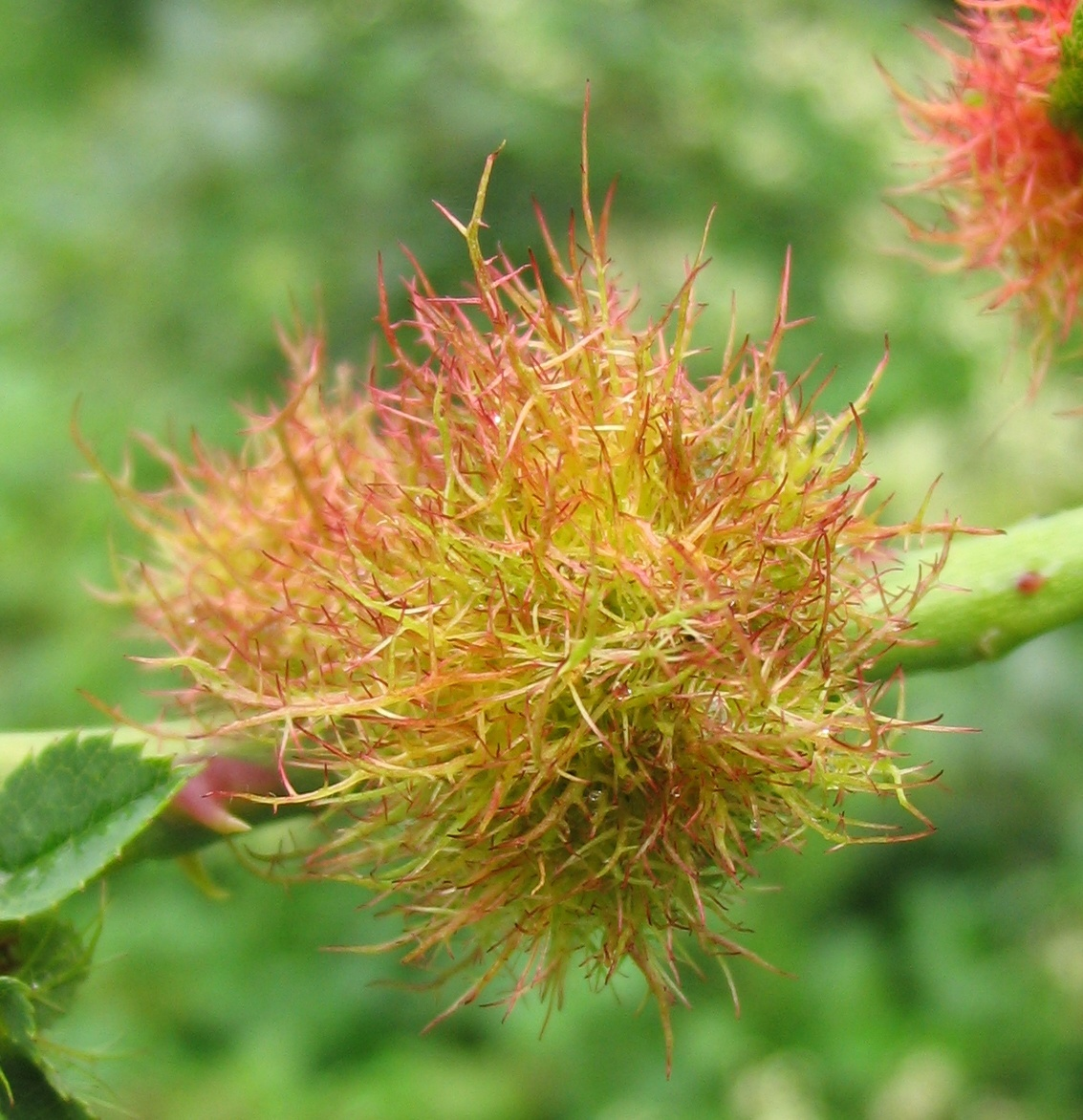
گال بر روی ساقهٔ گل رز وحشی
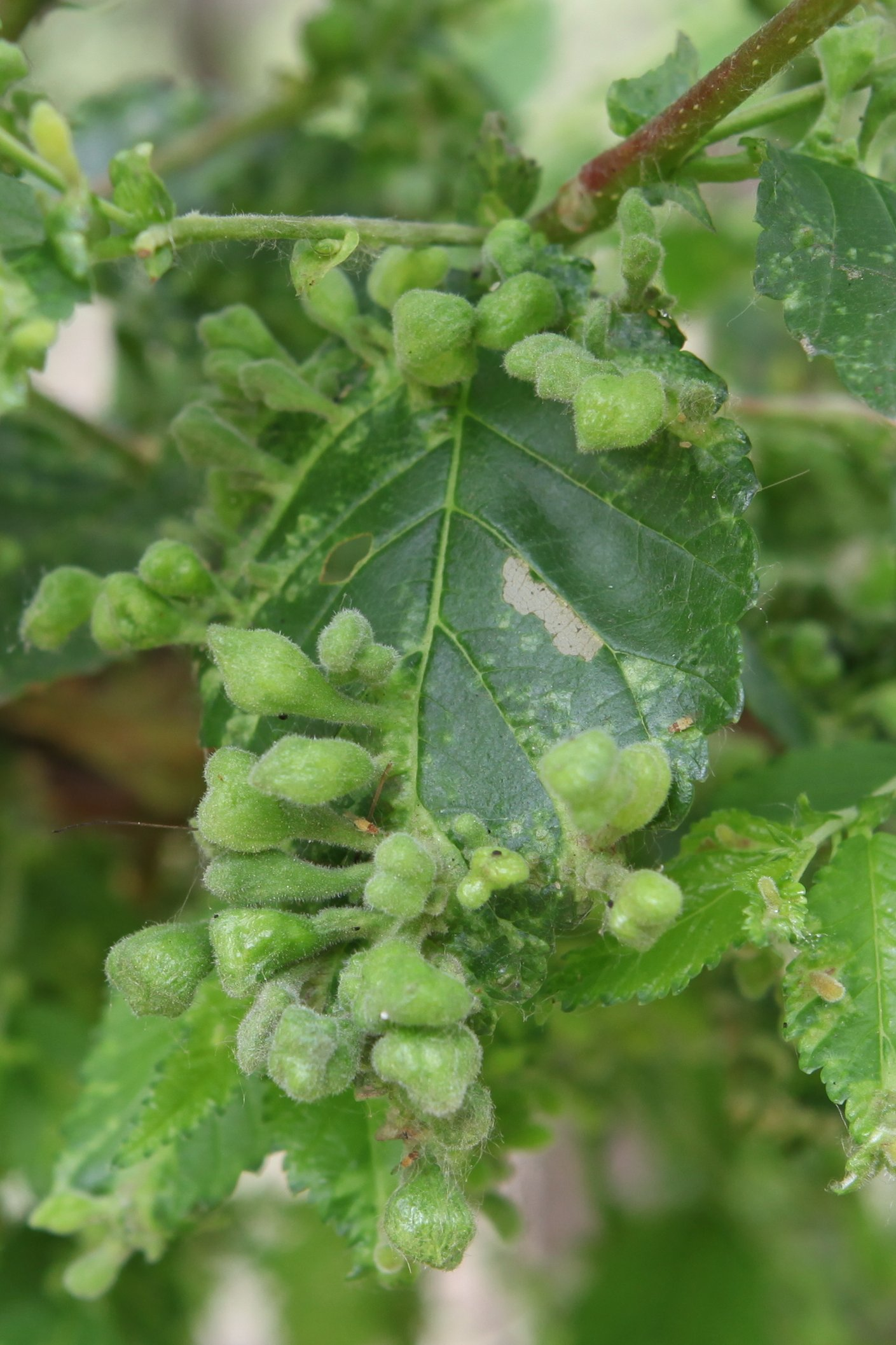
گال بر روی یک برگ درخت هلو در پکن
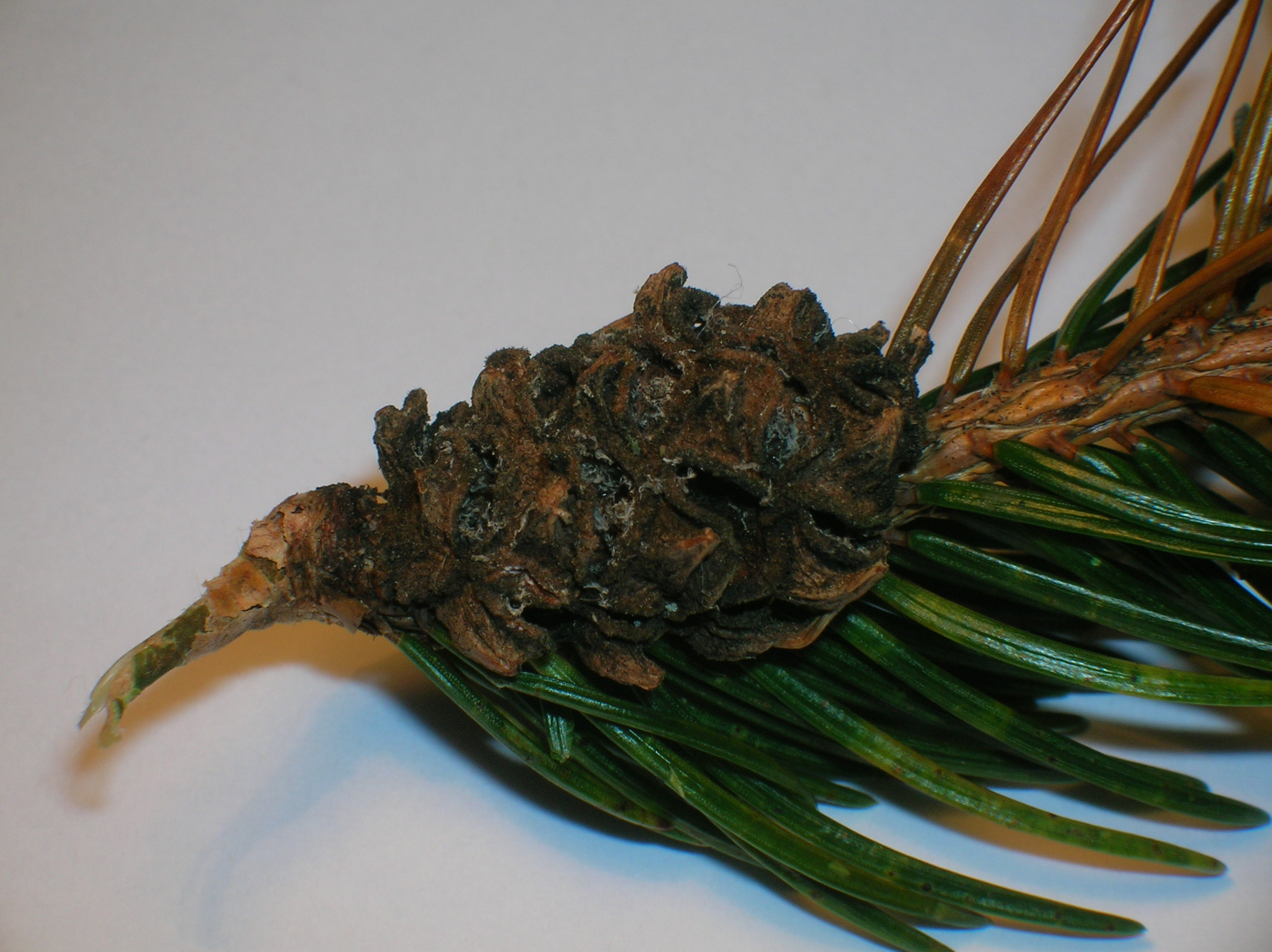
گال آناناسی یا گال آدلگس بر روی یک درخت صنوبر
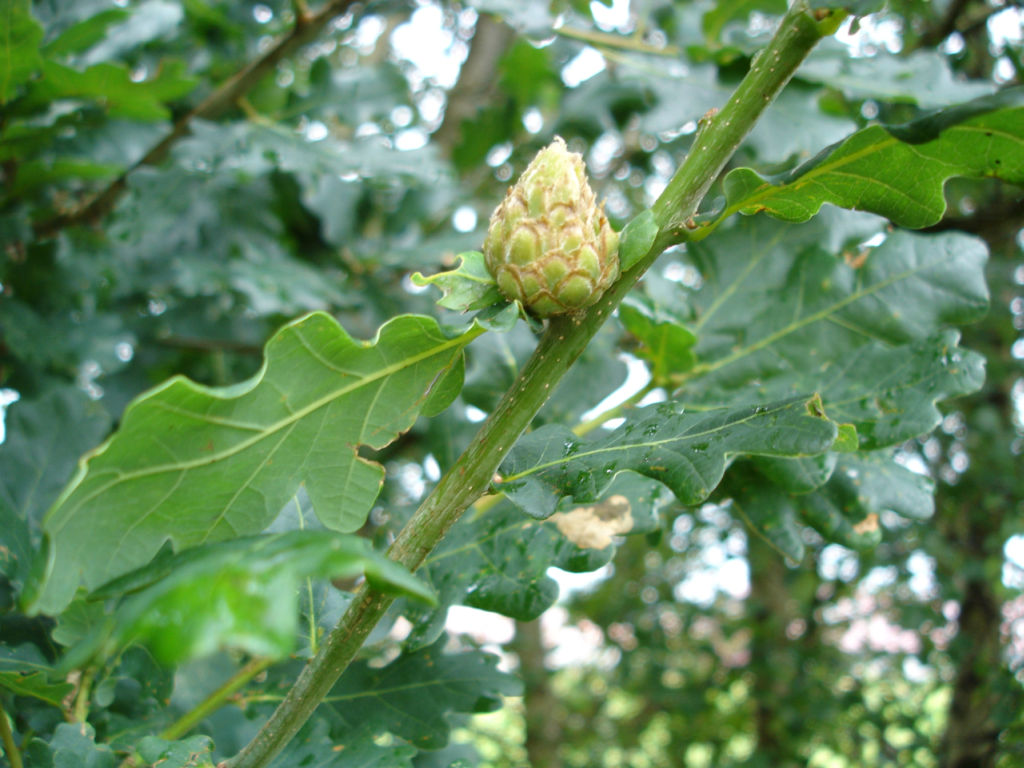
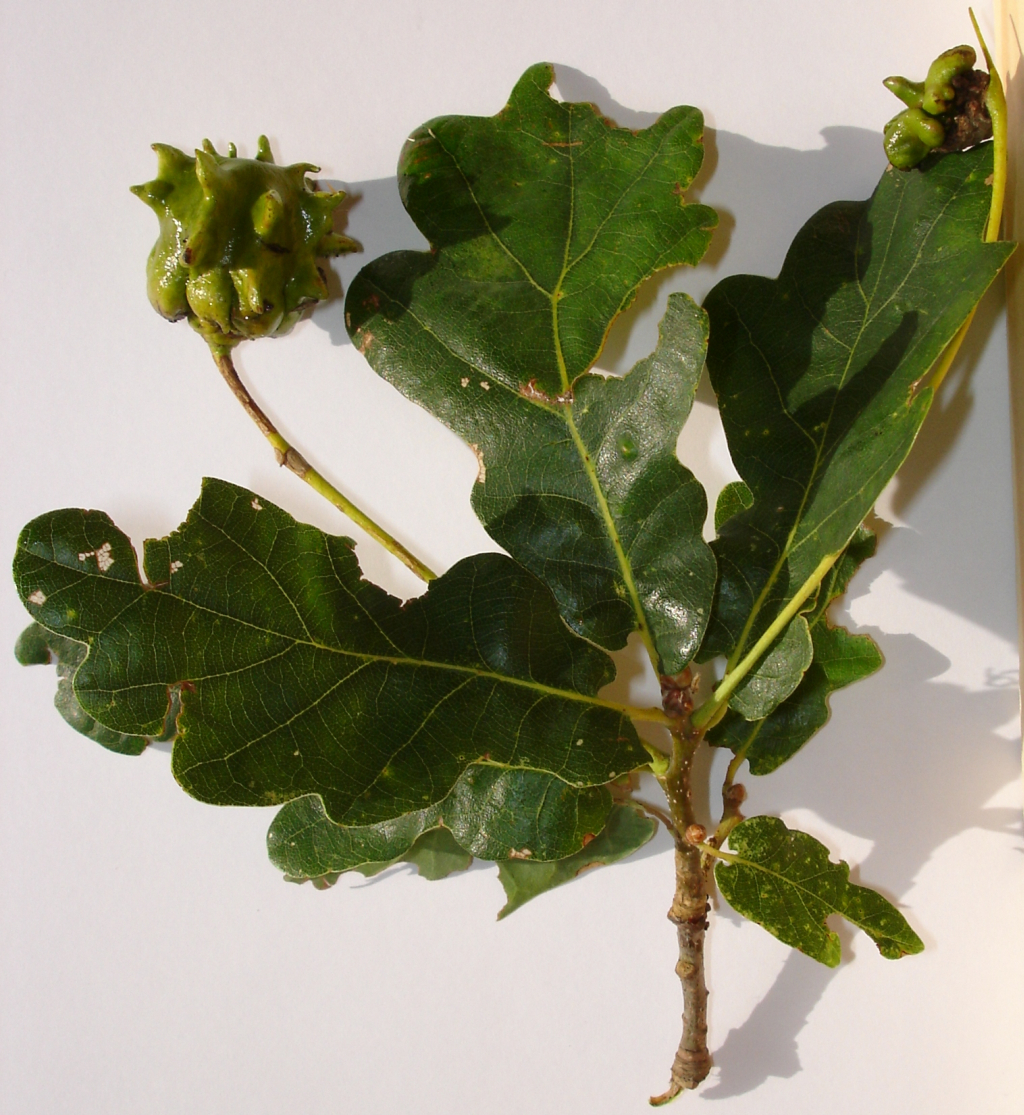
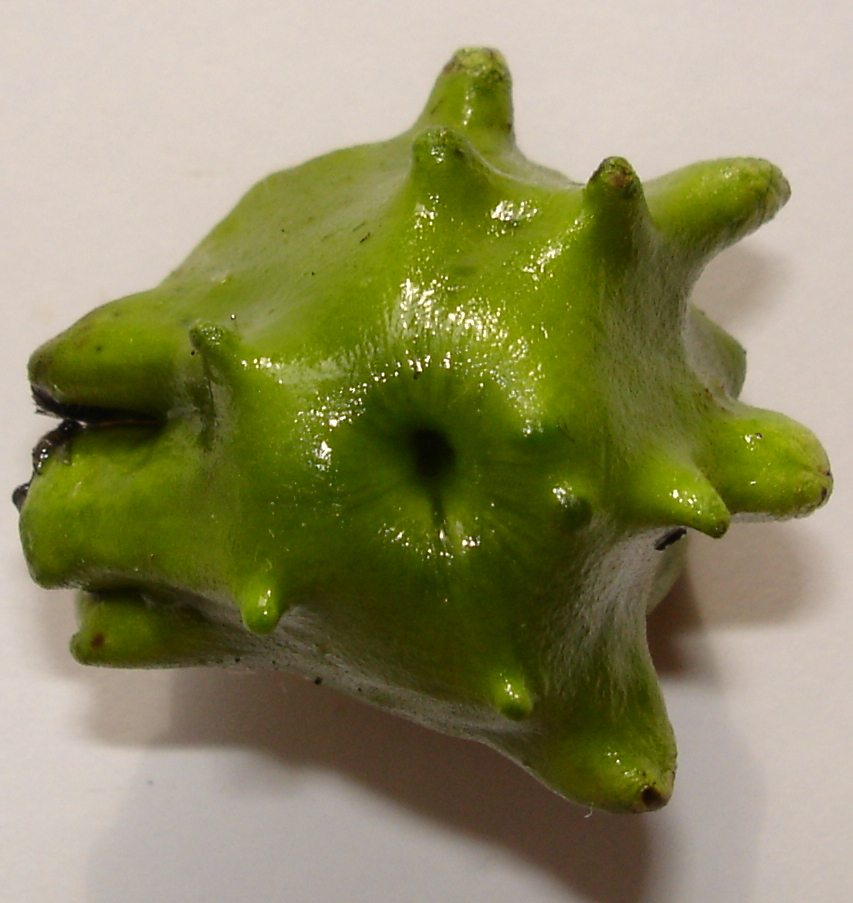
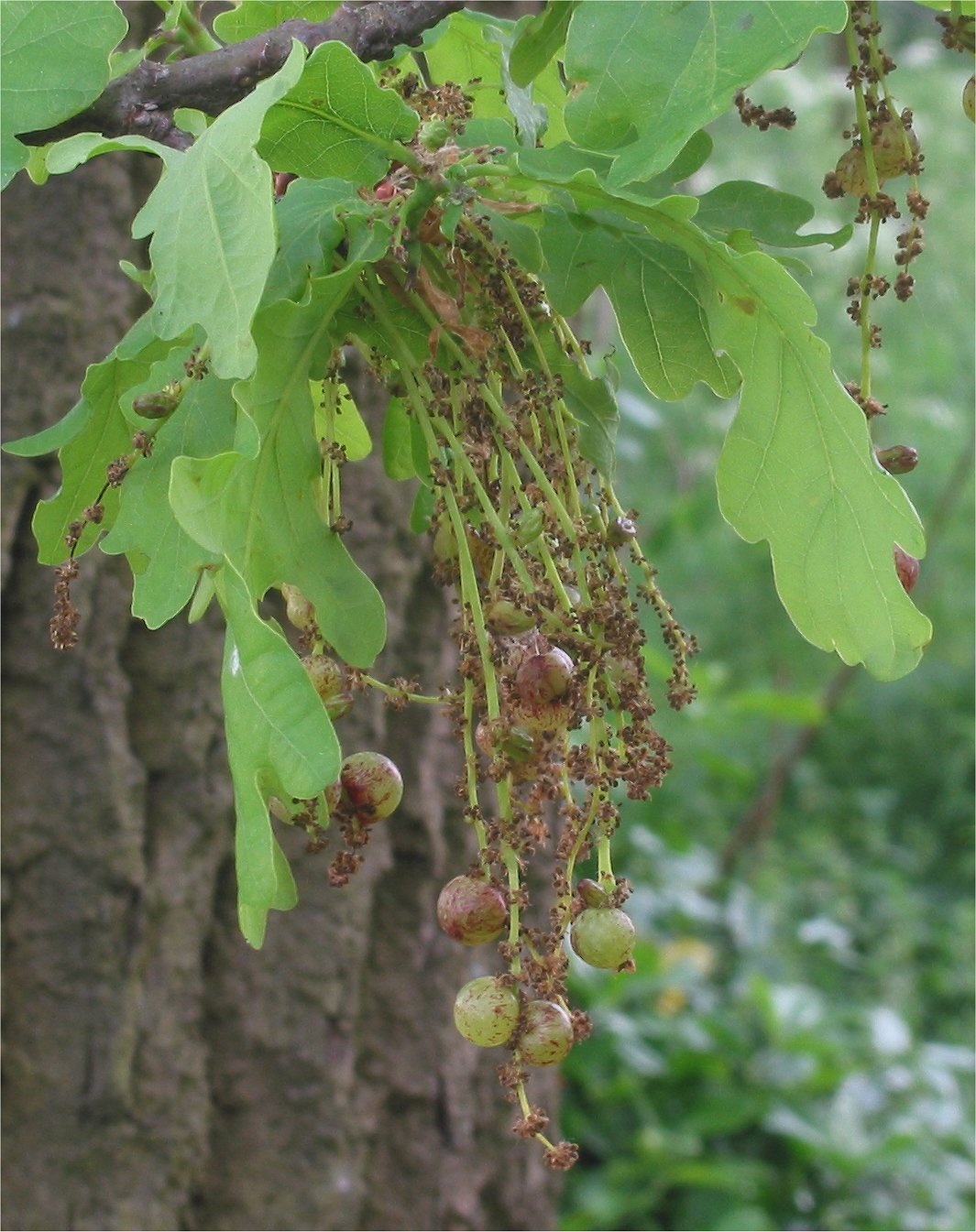
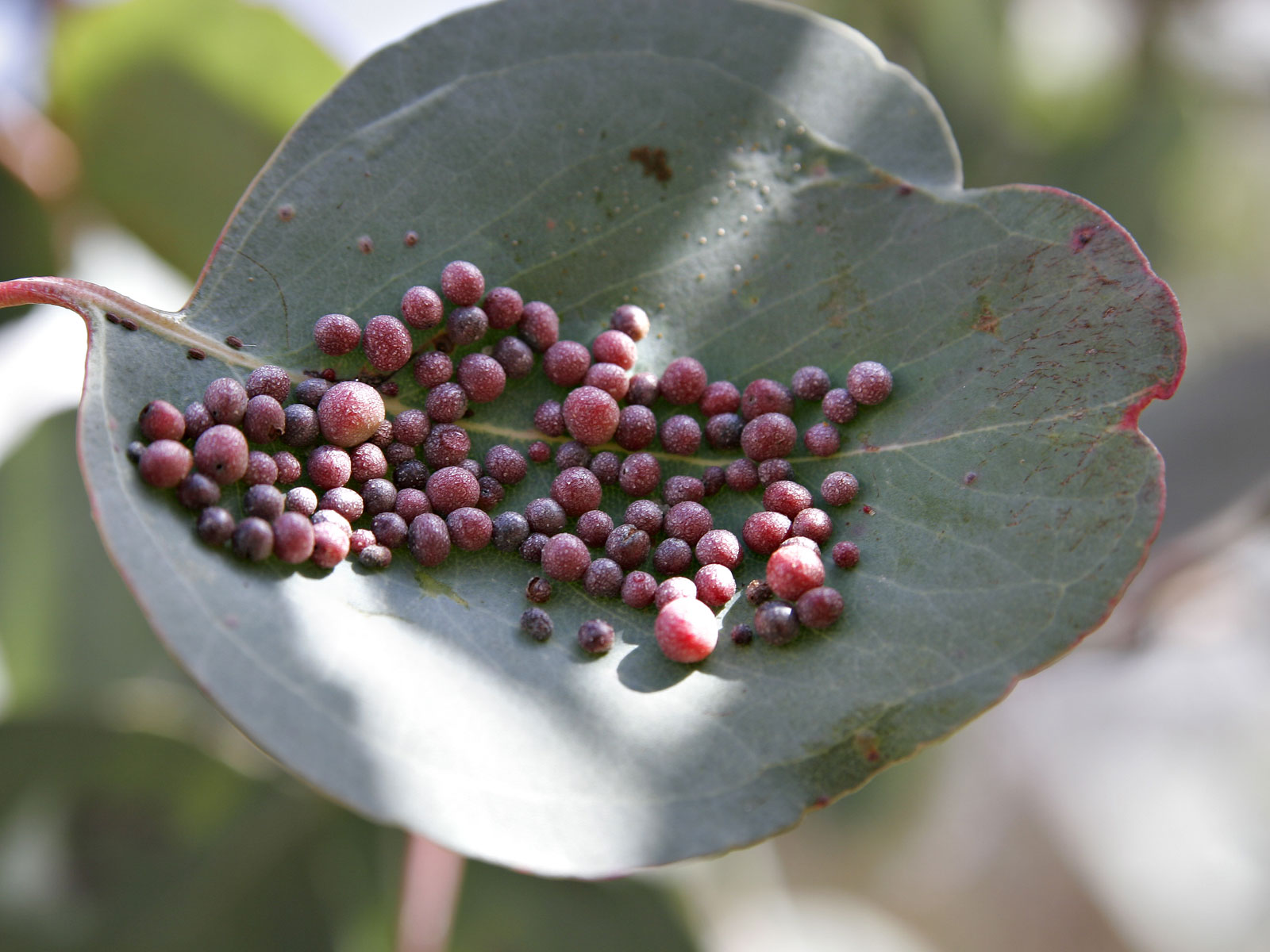
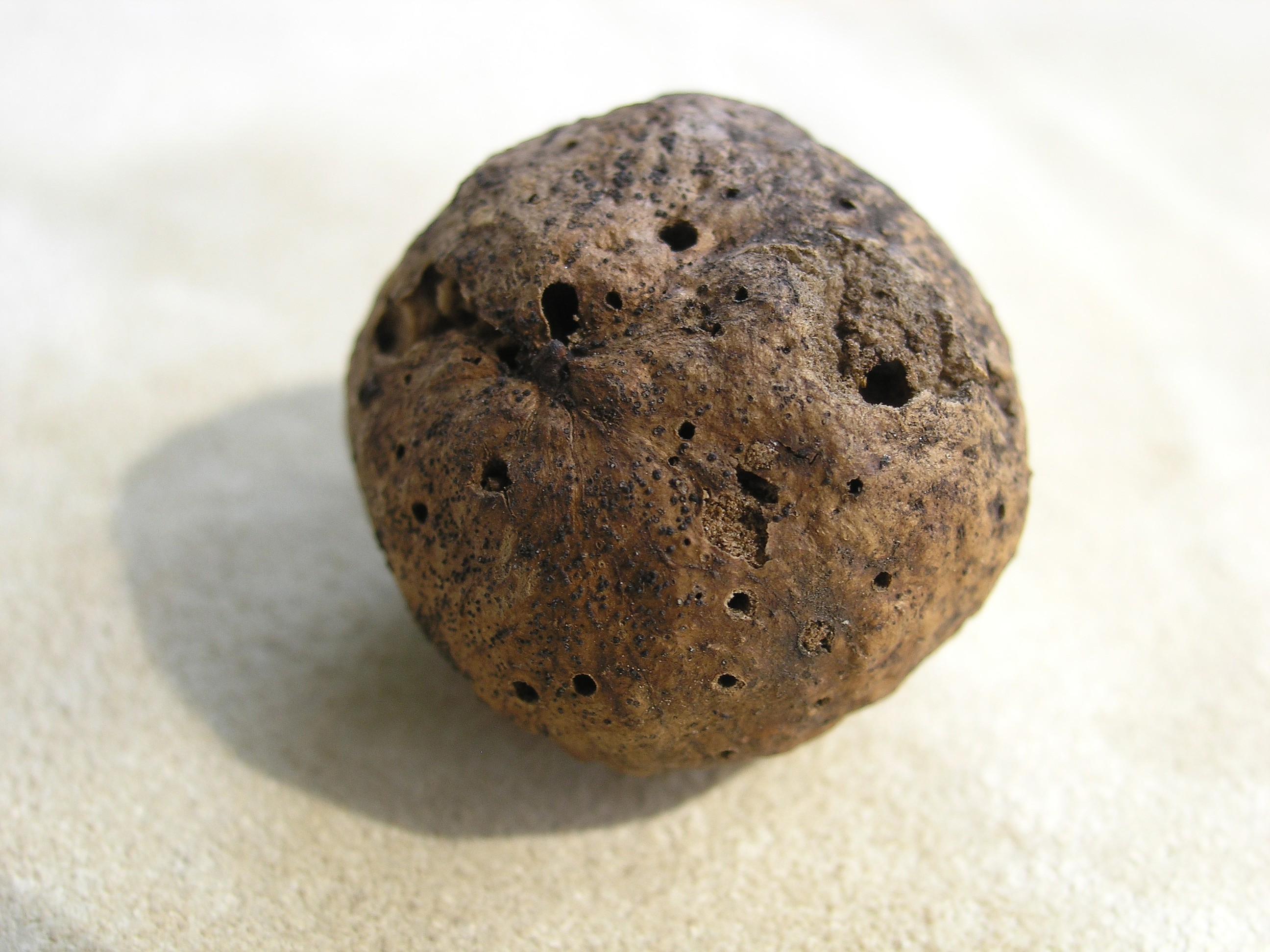
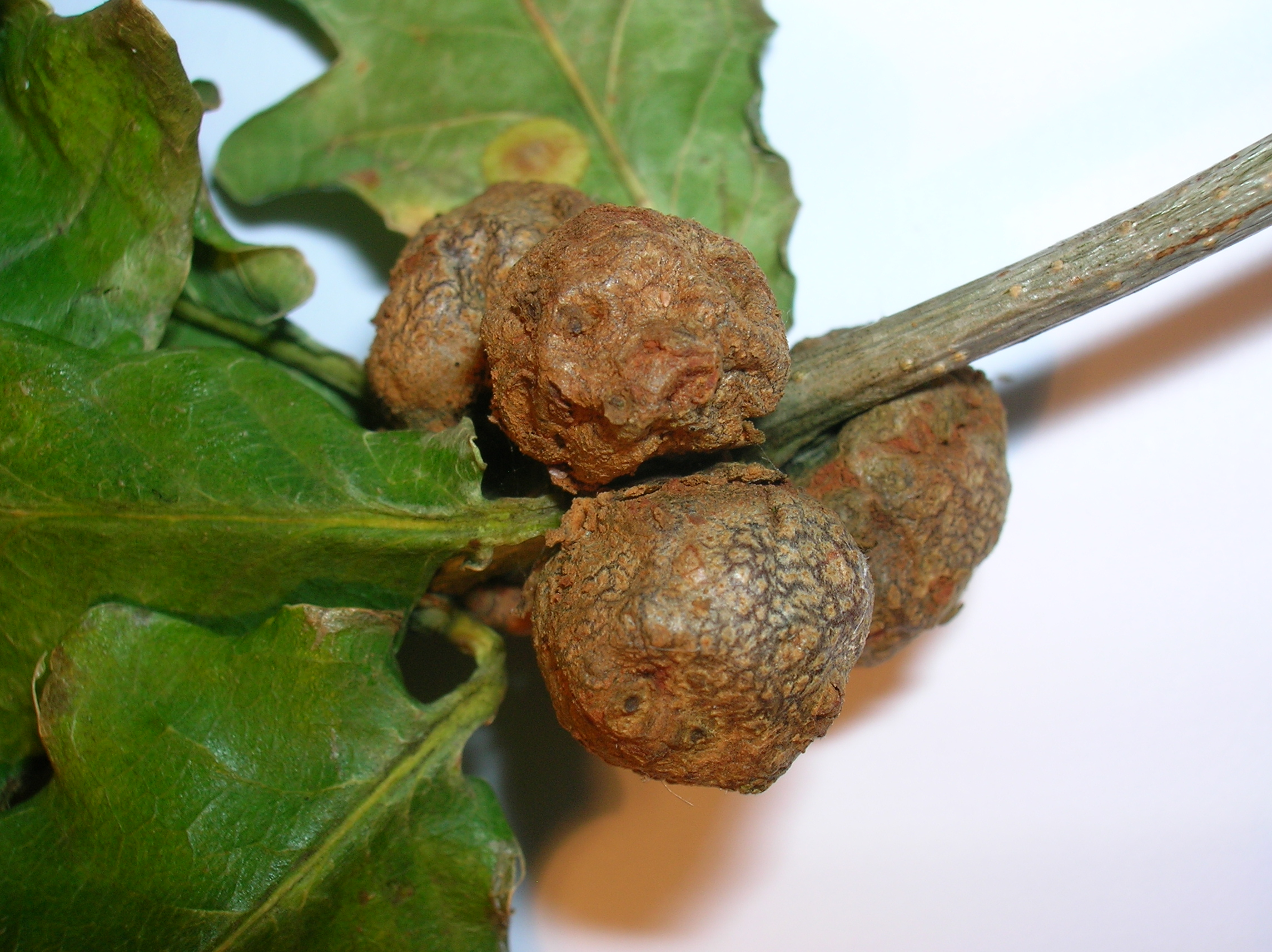
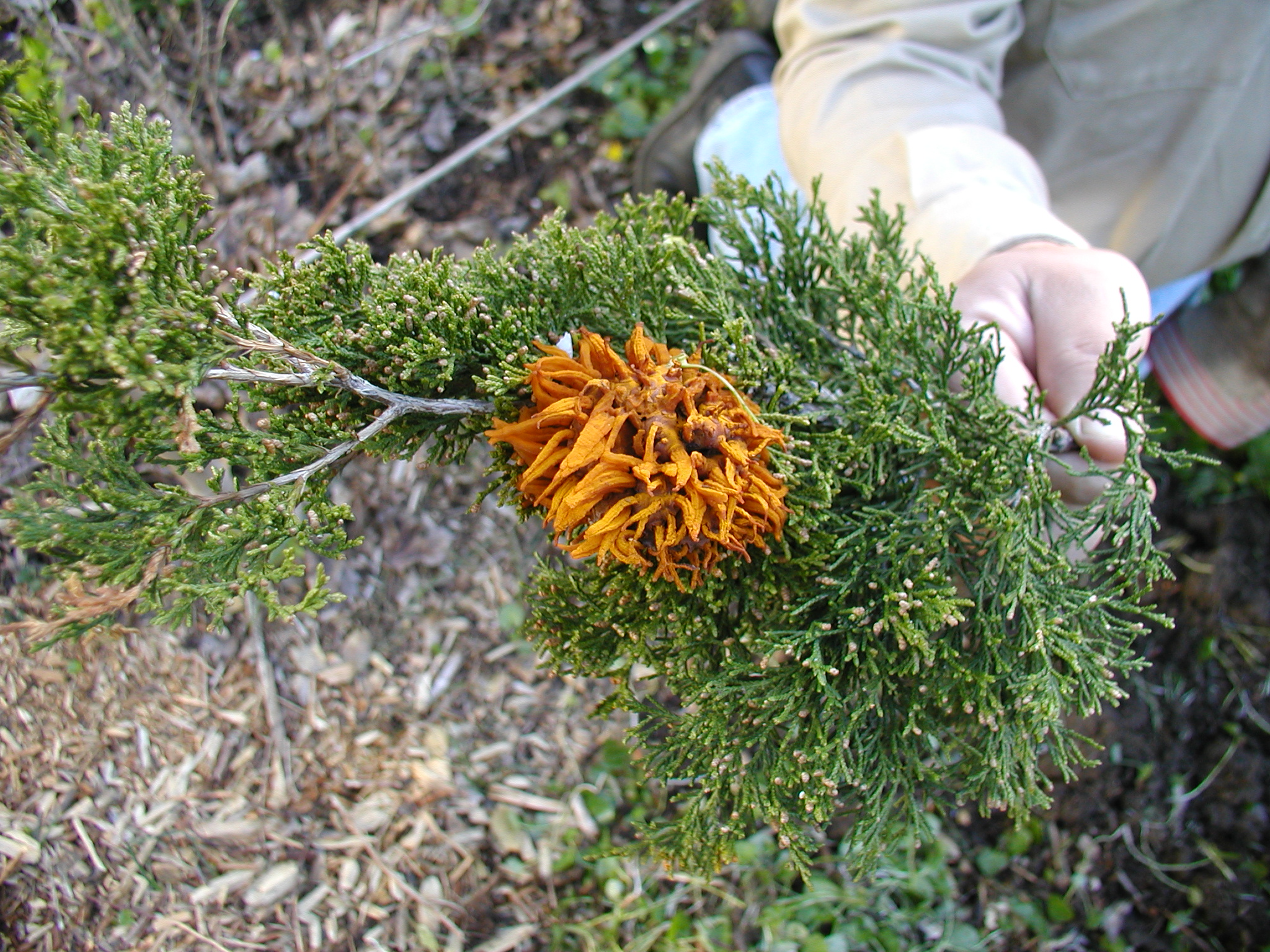
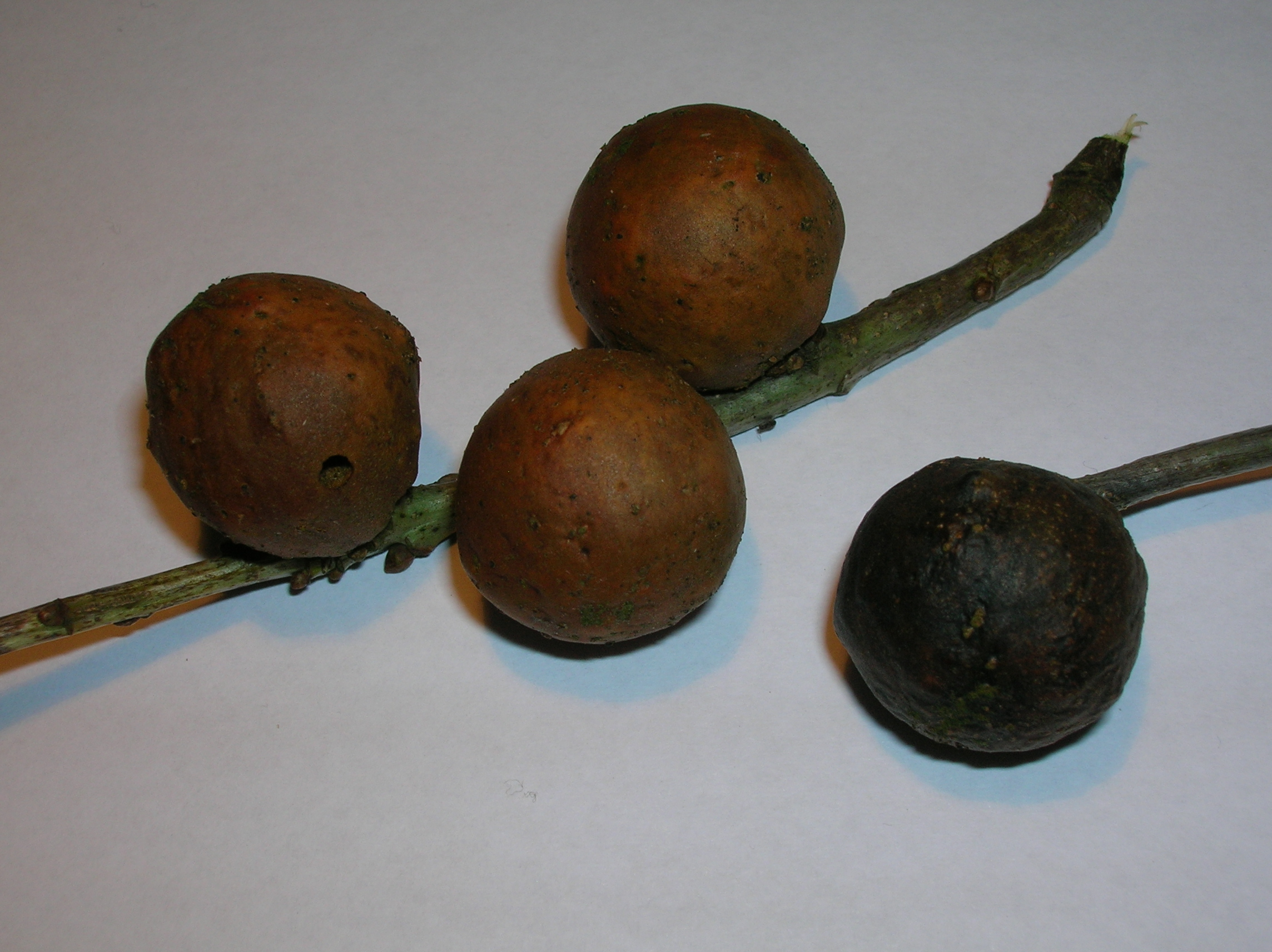
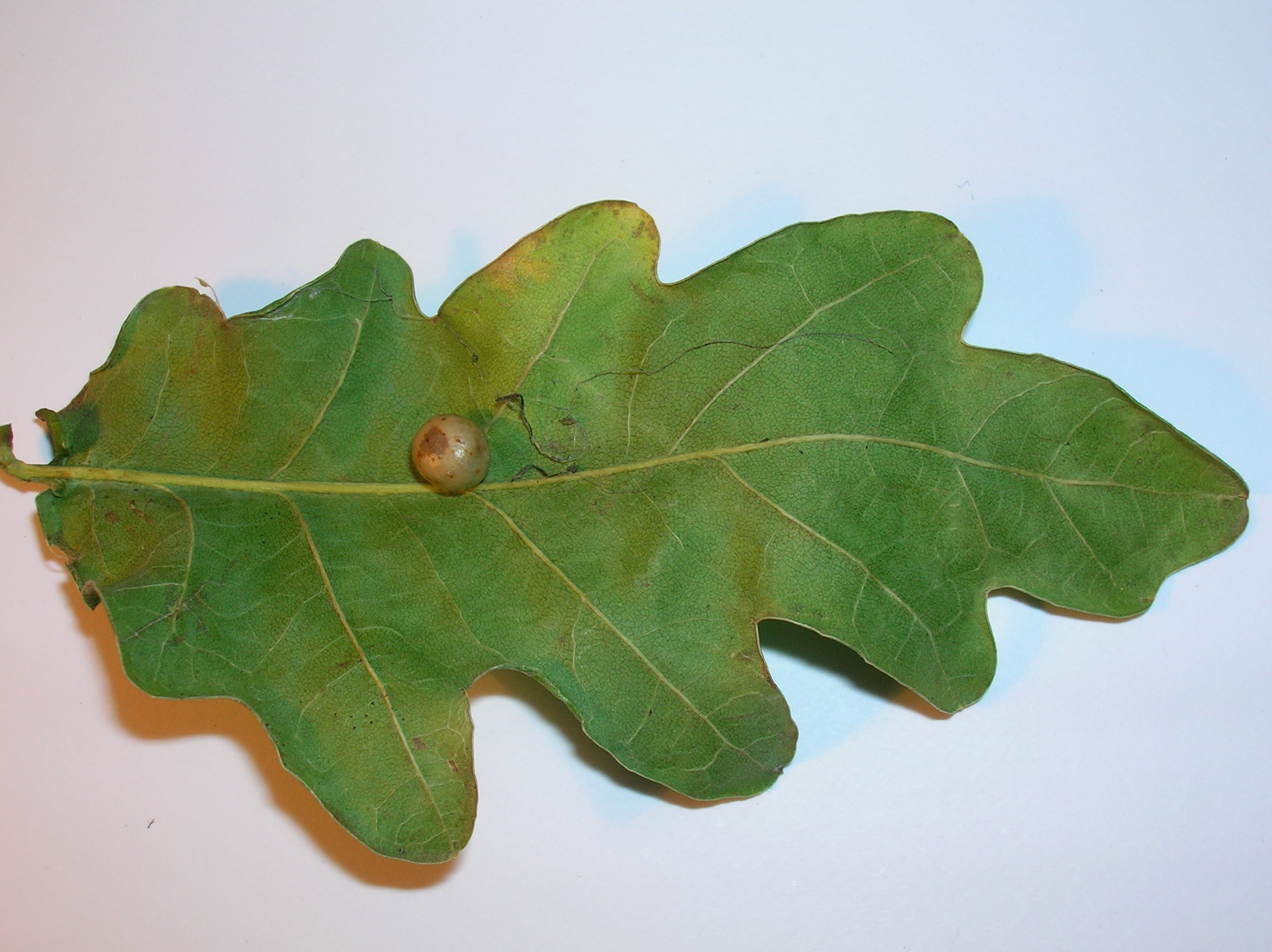
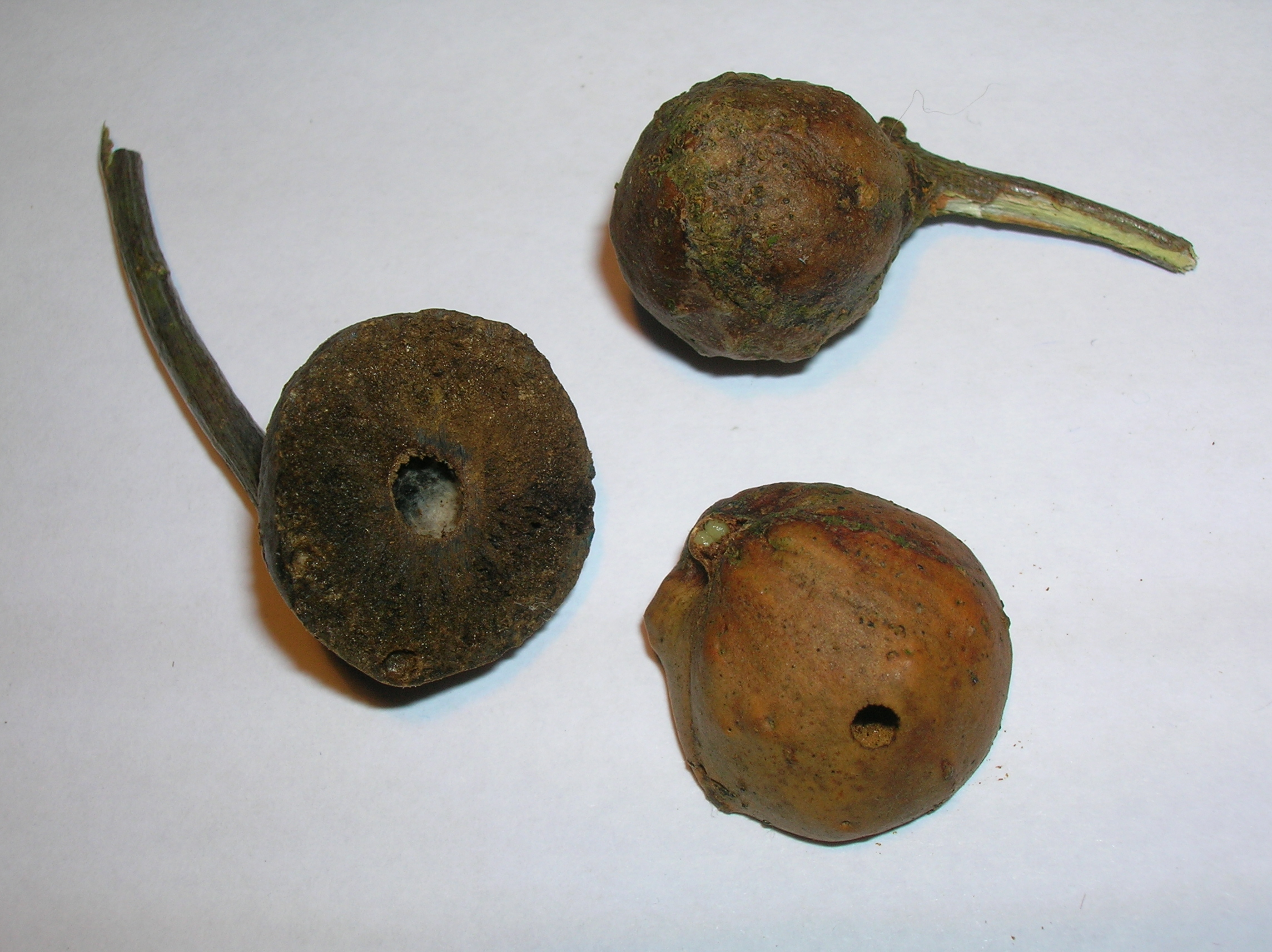
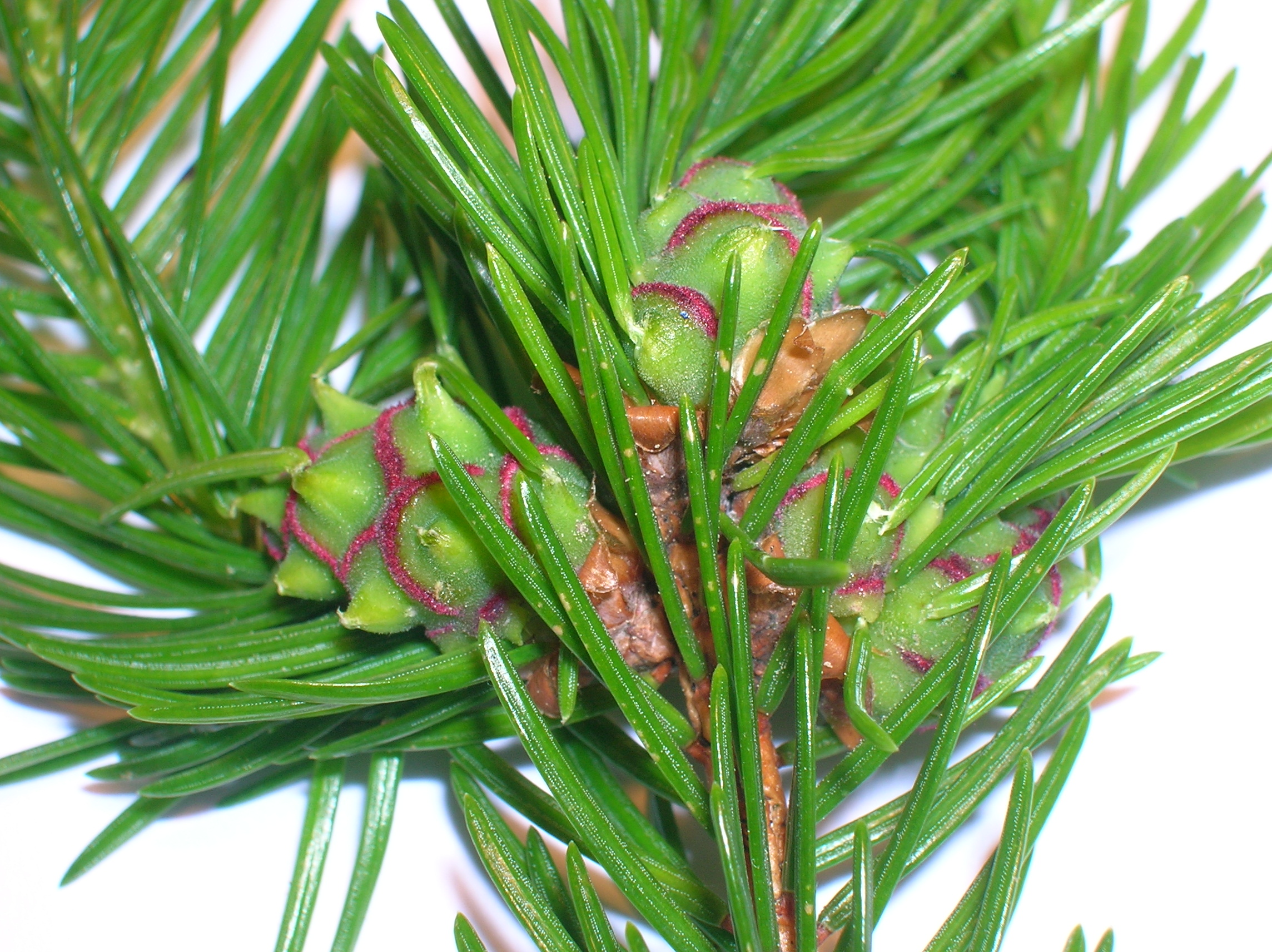
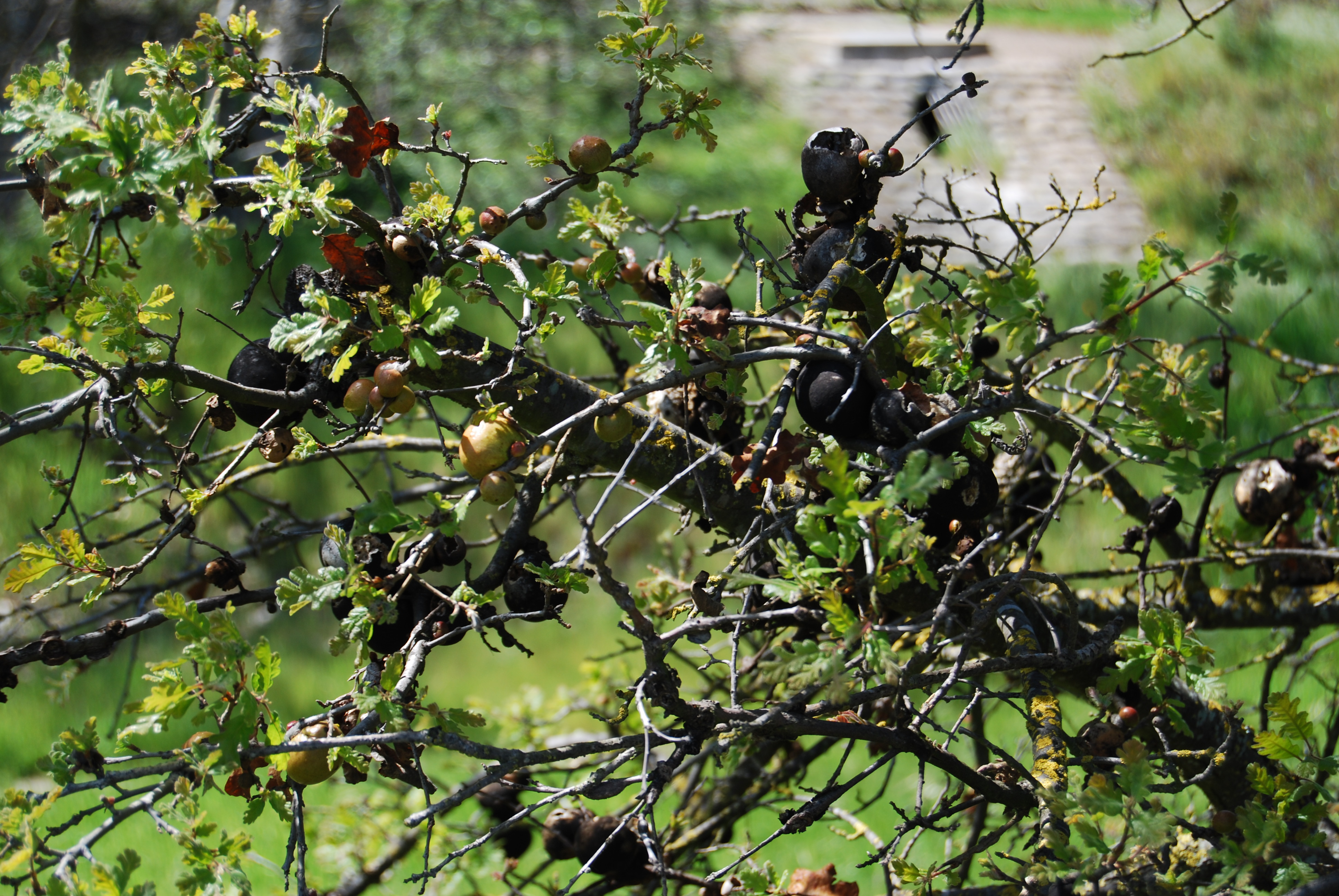
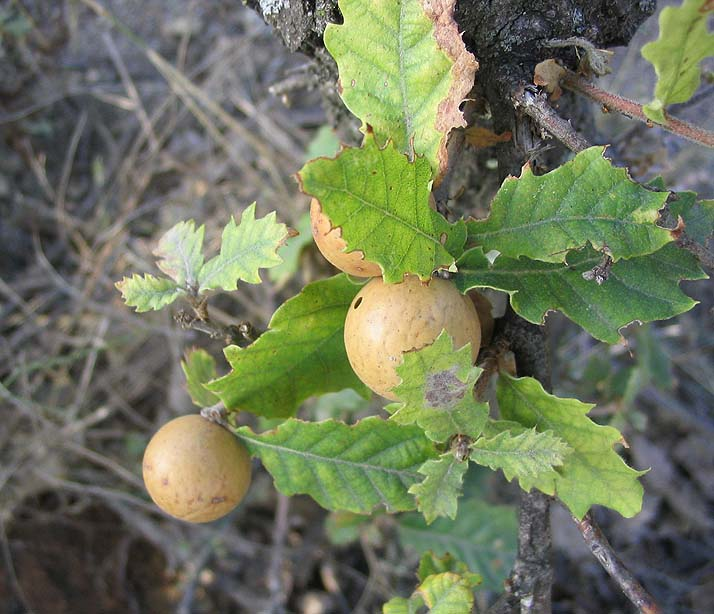
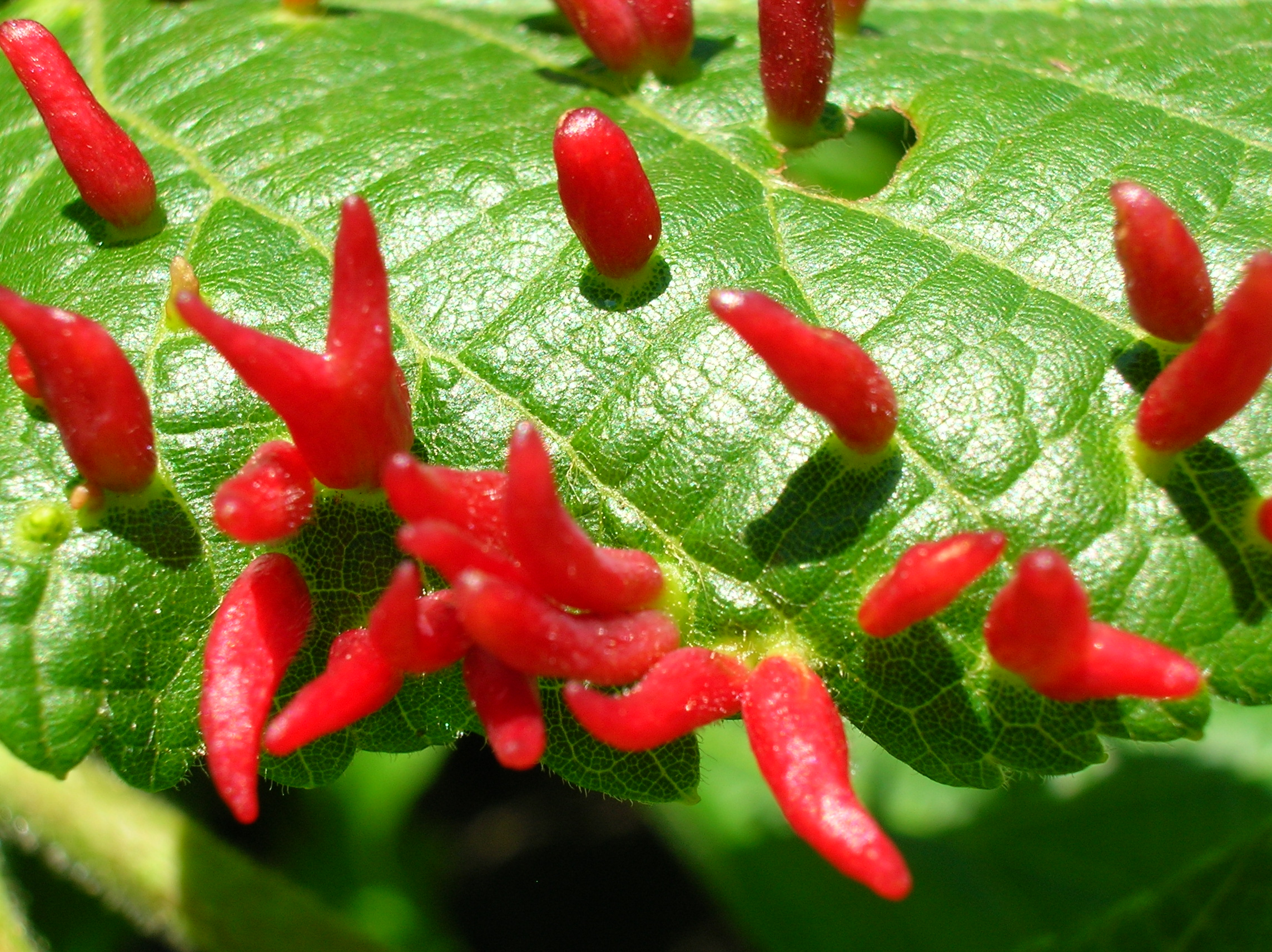